# Jessy Reindorf
Jessy Yapo Reindorf (Bagneux, 10 luglio 1991) è un ex calciatore francese naturalizzato ruandese, di ruolo attaccante.

## Statistiche

### Cronologia presenze e reti in nazionale
| Cronologia completa delle presenze e delle reti in nazionale ― Ruanda | Cronologia completa delle presenze e delle reti in nazionale ― Ruanda | Cronologia completa delle presenze e delle reti in nazionale ― Ruanda | Cronologia completa delle presenze e delle reti in nazionale ― Ruanda | Cronologia completa delle presenze e delle reti in nazionale ― Ruanda | Cronologia completa delle presenze e delle reti in nazionale ― Ruanda | Cronologia completa delle presenze e delle reti in nazionale ― Ruanda | Cronologia completa delle presenze e delle reti in nazionale ― Ruanda |
| Data                                                                  | Città                                                                 | In casa                                                               | Risultato                                                             | Ospiti                                                                | Competizione                                                          | Reti                                                                  | Note                                                                  |
| --------------------------------------------------------------------- | --------------------------------------------------------------------- | --------------------------------------------------------------------- | --------------------------------------------------------------------- | --------------------------------------------------------------------- | --------------------------------------------------------------------- | --------------------------------------------------------------------- | --------------------------------------------------------------------- |
| 6-2-2013                                                              | Kigali                                                                | Ruanda                                                                | 2 – 2                                                                 | Uganda                                                                | Amichevole                                                            | -                                                                     | 80’                                                                   |
| 20-3-2013                                                             | Kigali                                                                | Ruanda                                                                | 0 – 1                                                                 | Libia                                                                 | Amichevole                                                            | -                                                                     | 68’                                                                   |
| 24-3-2013                                                             | Kigali                                                                | Ruanda                                                                | 1 – 2                                                                 | Mali                                                                  | Qual. Mondiali 2014                                                   | -                                                                     | 71’                                                                   |
| Totale                                                                |                                                                       | Presenze                                                              | 3                                                                     |                                                                       | Reti                                                                  | 0                                                                     |                                                                       |